# NGC 415
NGC 415 là một thiên hà xoắn ốc thuộc loại SB (rb) b nằm trong chòm sao Ngọc Phu. Nó được phát hiện vào ngày 1 tháng 9 năm 1834 bởi John Herschel. Nó được Dreyer mô tả là "rất mờ, nhỏ, tròn, dần dần sáng hơn một chút." 